# Вилађо деле Розе (Каљари)
Вилађо деле Розе је насеље у Италији у округу Каљари, региону Сардинија.
Према процени из 2011. у насељу је живело 102 становника. Насеље се налази на надморској висини од 180 м.